# Jan Pflanz
Jan Kacper Pflanz (żył w XVIII w.) – generał major wojsk koronnych.
Był Niemcem lub Sasem, służył Augustowi III. 

## Awanse
- 1750 - podpułkownik;
- 1758 - pułkownik;
- 1760 - patent generalski[1].